# Ецина
Е́цина (осет. Ецъына) — село в Алагирском районе Республики Северная Осетия-Алания (Российская Федерация). Относится к Нарское сельскому поселению. Код Федеральной налоговой службы 1514.

## Географическое положение
Село расположено в Алагирском районе, в ущелье Гуркумта. Расстояние до селения Синдзисар 80 м, до селения Тапанкау — 160 м, до селения Сахсат — 750 м.

## Население
Населено осетинами.